# Église Saint-Bonnet de Charbonnières
 (avril 2024).
Si vous disposez d'ouvrages ou d'articles de référence ou si vous connaissez des sites web de qualité traitant du thème abordé ici, merci de compléter l'article en donnant les références utiles à sa vérifiabilité et en les liant à la section « Notes et références ».
L'église Saint-Bonnet de Charbonnières est une église située sur le territoire de la commune de Charbonnières dans le département français de Saône-et-Loire et la région Bourgogne-Franche-Comté. 
Elle relève de la paroisse Notre-Dame-des-Coteaux en Mâconnais (qui a son siège à Lugny).

## Historique
La nouvelle église de Charbonnières a été construite au centre du village, au lieu-dit « Les Minets », en 1856-1857. L'ancienne église du village, située plus au nord, aux Renauds, et mentionnée pour la première fois dans les années 960, est devenue simple chapelle au XIXe siècle (Charbonnières étant transformé en simple annexe de Laizé), avant de devenir propriété privée en 1857 (dans le contexte de la construction de la nouvelle église).
La nouvelle église est édifiée en 1856 et 1857, d'après des plans dressés par l’architecte Berthier, les travaux étant réalisés (après appel d’offres) par l’entrepreneur Pierre Chelpozat de Clessé, qui se fera assister par l’entreprise Berthoud de Charbonnières. 
L'église sera ouverte au culte le 1er octobre 1857.

## Culte
Édifice consacré du diocèse d'Autun relevant de la paroisse Notre-Dame-des-Coteaux en Mâconnais (siège à Lugny) – qui en est affectataire au titre de la loi de 1905 –, l'église de Charbonnières est, un siècle et demi après sa construction, un lieu de culte catholique toujours vivant.